# Terminal de Transportes de Manizales
La Terminal Metropolitana de Transportes de Manizales es la terminal del servicio de transporte público terrestre intermunicipal e interdepartamental que sirve a la ciudad de Manizales, Colombia, y a su área metropolitana. Ubicada al sur de la ciudad, se encuentra comunicada con el resto de la ciudad por avenidas importantes y el Cable aéreo de Manizales.

## Historia

### Antigua Terminal de Transportes
La antigua terminal de transportes, se encontraba ubicada en el sector de los Agustinos, cerca al centro de la ciudad, fue inaugurada el 25 de mayo de 1988, iniciando operaciones el 28 de junio del mismo año, el crecimiento de la ciudad trajo consigo el incremento de visitantes a a misma, la capacidad instalada, no correspondía a la demanda en acceso de pasajeros y vehículos, por lo que se requería un Terminal con otro diseño, más amplio, con mayores y mejores vías de acceso, con una distribución funcional más organizada, por lo que se planteó construir un nuevo terminal de transportes que finalmente sería inaugurado en el 2009, cesando operaciones el antiguo terminal.

### Nuevo Terminal de Transportes
Las nuevas instalaciones del terminal de transportes fueron inauguradas en el 2009, luego de dos años de construcción y una inversión cercana a los 20 mil millones de pesos, ubicada sobre la Ruta Nacional 50 o denominada en la ciudad Avenida Panamericana.

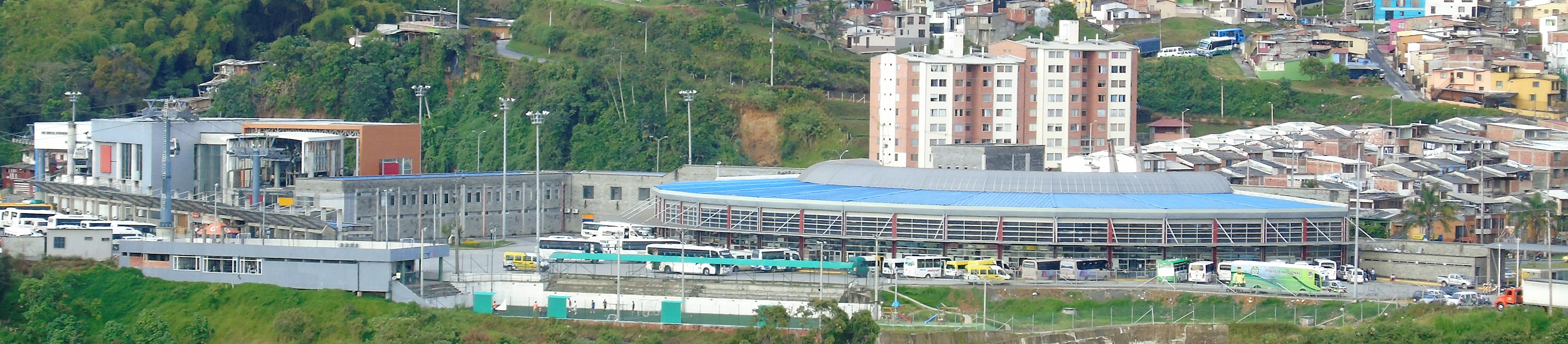
Terminal de Transportes y estación los Cambulos del Cable Aéreo de Manizales(Izquierda).

## Estadísticas
| Mes        | Despachos | Pasajeros |
| ---------- | --------- | --------- |
| Enero      | 28.166    | 281.999   |
| Febrero    | 23.381    | 198.698   |
| Marzo      | 26.523    | 235.060   |
| Abril      | 25.607    | 227.267   |
| Mayo       | 26.853    | 239.406   |
| Junio      | 26.853    | 254.120   |
| Julio      | 27.256    | 250.782   |
| Agosto     | 27.274    | 246.743   |
| Septiembre | 26.455    | 231.825   |
| Octubre    | 27.673    | 257.569   |
| Noviembre  | 27.049    | 243.328   |
| Diciembre  | 29.723    | 305.597   |
| Total      | 322.813   | 2'972.394 |

| Mes        | Despachos | Pasajeros |
| ---------- | --------- | --------- |
| Enero      | 7.661     | 64.716    |
| Febrero    | 6.097     | 51.220    |
| Marzo      | 6.887     | 56.146    |
| Abril      | 6.642     | 56.304    |
| Mayo       | 7.210     | 58.710    |
| Junio      | 7.386     | 62.094    |
| Julio      | 7.336     | 62.736    |
| Agosto     | 7.347     | 59.965    |
| Septiembre | 6.881     | 53.805    |
| Octubre    | 7.403     | 62.139    |
| Noviembre  | 7.072     | 56.484    |
| Diciembre  | 8.484     | 69.073    |
| Total      | 86.406    | 713.392   |

| Año  | Pasajeros |
| ---- | --------- |
| 2011 | 2'489.009 |
| 2012 | 2'596.419 |
| 2013 | 2'389.276 |
| 2014 | 2'848.649 |
| 2015 | 2'972.394 |
| 2019 | 3'083.085 |

## Destinos

### Nacional
| Antioquia           |                                      | |
| Medellín            | Terminal de Transportes del Sur      | Autolegal / Empresa Arauca / Expreso Sideral / Flota Ospina / Tax La Feria |
| Caldas              |                                      | Autolegal / Expreso Sideral |
| La Pintada          |                                      | Autolegal / Empresa Arauca |
| Santa Bárbara       |                                      | Autolegal / Empresa Arauca / Expreso Sideral |
| Caquetá             |                                      | |
| Florencia           | Terminal de Transportes de Florencia | Cootranshuila |
| Chocó               |                                      | |
| Quibdó              | Terminal de Transportes de Quibdó    | Empresa Arauca |
| Tadó                |                                      | Empresa Arauca |
| Cundinamarca        |                                      | |
| Bogotá              | Terminal de Transportes del Salitre  | Empresa Arauca / Expreso Bolivariano / Expreso Palmira / Tax La Feria / Rápido Tolima                                                                                                |
| Bogotá              | Terminal de Transportes del Sur      | Expreso Palmira |
| Guaduas             | Terminal de Transportes de Guaduas   | Empresa Arauca |
| Villeta             |                                      | Expreso Bolivariano |
| Huila               |                                      | |
| Neiva               | Terminal de Transportes de Neiva     | Cootranshuila |
| Aipe                |                                      | Cootranshuila |
| Altamira            |                                      | Cootranshuila |
| Campoalegre         |                                      | Cootranshuila |
| Garzón              |                                      | Cootranshuila |
| Gigante             |                                      | Cootranshuila |
| Hobo                |                                      | Cootranshuila |
| Quindío             |                                      | |
| Armenia             | Terminal de Transportes de Armenia   | Empresa Arauca / Expreso Palmira / Expreso Sideral / Transportes Armenia |
| Risaralda           |                                      | |
| Pereira             | Terminal de Transportes de Pereira   | Colectivos del Café / Cootranshuila / Empresa Arauca / Expreso Cafetero / Expreso Palmira / Expreso Sideral S.A. / Expreso Trejos / Flota Ospina / Suautomovil / Transportes Armenia |
| Apía                |                                      | Empresa Arauca |
| La Virginia         |                                      | Empresa Arauca |
| Marsella            |                                      | Cootransmarsella |
| Pueblo Rico         |                                      | Empresa Arauca |
| Santa Rosa de Cabal |                                      | Colectivos del Café / Empresa Arauca |
| Tolima              |                                      | |
| Ibagué              | Terminal de Transportes de Ibague    | Cootranshuila / Expreso Cafetero |
| Fresno              |                                      | Autolegal / Empresa Arauca / Expreso Bolivariano |
| Guamo               |                                      | Cootranshuila |
| Honda               |                                      | Autolegal / Coopuertos / Empresa Arauca / Expreso Bolivariano / Rápido Tolima / Riotax / Tax La Feria                                                                                |
| Líbano              |                                      | Rápido Tolima |
| Mariquita           |                                      | Autolegal / Coopuertos / Empresa Arauca / Expreso Bolivariano / Riotax / Tax La Feria                                                                                                |
| Murillo             |                                      | Rápido Tolima |
| Natagaima           |                                      | Cootranshuila |
| Padua               |                                      | Autolegal / Empresa Arauca |
| Saldaña             |                                      | Cootranshuila |
| Valle del Cauca     |                                      | |
| Cali                | Terminal de Transportes de Cali      | Empresa Arauca / Expreso Palmira / Expreso Trejos / Flota Ospina |
| Buga                |                                      | Empresa Arauca / Expreso Palmira / Expreso Trejos |
| Caicedonia          |                                      | Expreso Palmira |
| Cartago             |                                      | Colectivos del Café / Empresa Arauca / Expreso Palmira / Expreso Trejos |
| Palmira             |                                      | Empresa Arauca / Expreso Palmira / Expreso Trejos |
| Sevilla             |                                      | Expreso Palmira |
| Tuluá               |                                      | Empresa Arauca / Expreso Palmira / Expreso Trejos |
| Zarzal              |                                      | Expreso Trejos |